# Guiding Star
Naledi Ya Tsela (in Sesotho) (internazionalmente conosciuto come Guiding Star), è il sesto album in studio di Vusi Mahlasela.
L'album contiene brani cantati in cinque lingue diverse: Inglese, Lingua sotho del nord, Lingua sotho del sud, Lingua zulu e Lingua tswana.
L'album vanta collaborazioni con importanti artisti internazionali e affronta diversi temi: per esempio, la canzone River of Jordan parla della morte della madre di Mahlasela, mentre invece "Song for Thandi" è dedicata all'eroe sudafricano Thandi Modise.

## Tracce
1. Jabula
2. Heaven in my Heart (feat. Ladysmith Black Mambazo)
3. Moleko
4. Chamber of Justice (feat. Xavier Rudd)
5. Tibidi Waka (feat. Derek Trucks)
6. Everytime (feat. Jem)
7. Sower of Words (feat. Dave Matthews)
8. Ntombi Mbali
9. River Jordan
10. Song for Thandi
11. Mighty River
12. Thula Mama
13. Our Sand
14. Tonti
15. Susana
16. Pata Pata (Bonus Track)